# Giovanni Meanti
Giovanni Meanti ou Gianni Meanti est un footballeur italien, né le 14 février 1935 à Crema et mort le 1er septembre 2009 dans la même ville. Il évoluait au poste d'attaquant.

## Biographie
Giovanni Meanti commence sa carrière d'attaquant au sein du club de l'AC Crema (en) en 1951.
C'est lors de la saison 1955-1956 que Meanti se fait remarquer, inscrivant 26 buts. Cette performance lui permet de rejoindre le Milan AC sous la direction de Gipo Viani.
Cependant, l'expérience au Milan est décevante avec seulement deux apparitions : une en championnat contre le Lanerossi Vicenza et une autre en Coupe latine contre le Real Madrid au stade Santiago Bernabéu.
Meanti se relance en Serie B avec le Cagliari à partir de 1957, où il dispute 73 matchs et marque 17 buts en trois saisons. Entre septembre et novembre 1959, il effectue un court retour au Milan, jouant un seul match en Coupe d'Italie sans marquer, avant de retourner à Cagliari.
En 1960, il signe avec le Taranto où il totalise 33 apparitions et 2 buts sur trois saisons en Serie C. Sa saison 1962-1963 est écourtée par une grave blessure à la jambe après seulement 4 matchs, marquant ainsi la fin de sa carrière professionnelle.
Il fait un bref retour en Prima Categoria avec son club formateur, Crema, lors de la saison 1965-1966, inscrivant 6 buts en 16 matchs avant de prendre définitivement sa retraite.

## Palmarès
AC Milan
- Serie A : 
  - Champion : 1956-1957